# ブエナビスタ (競走馬)
ブエナビスタ（欧字名:Buena Vista、2006年3月14日 - ）は、日本の競走馬・繁殖牝馬。
2008年の阪神ジュベナイルフィリーズ、2009年の桜花賞、優駿牝馬（牝馬二冠）、2010年のヴィクトリアマイル、天皇賞（秋）、2011年のジャパンカップを制し、GI級競走6勝を挙げた。総獲得賞金14億7886万9700円は、引退時点では日本調教馬として歴代2位、日本調教馬の牝馬として歴代1位を記録。2010年のJRA賞年度代表馬。そのほか、2008年から2011年にかけて4年連続で世代のJRA賞最優秀牝馬を受賞し、史上3頭目となるJRA賞4年連続受賞を果たした。
母ビワハイジが勝利した阪神ジュベナイルフィリーズ（当時は“阪神3歳牝馬ステークス”名義）、父スペシャルウィークが勝利した天皇賞（秋）、ジャパンカップを勝利し、両親と同一GI級競走親仔制覇を果たした。

## デビューまで

### 誕生までの経緯
ビワハイジは、1995年の阪神3歳牝馬ステークス（GI）を制した牝馬である。競走馬引退後は、有限会社ビワ代表の中島勇が所有し早田牧場に繋養された。しかし、早田牧場の自己破産や中島が急死したため、中島と親しい松田博資調教師の仲介でノーザンファームの吉田勝己に引き継がれ、ノーザンファームに移動した。移動前の早田牧場にて、2002年に生産された3番仔のアドマイヤジャパンは、2005年の京成杯（GIII）優勝してクラシックを完走、三冠達成したディープインパクトの対抗馬として注目されるほどであった。
北海道早来町のノーザンファームに渡った後の2005年、スペシャルウィークと交配した。スペシャルウィークは2003年にデビューした初年度産駒の成績が良くなかったことから、種付け数は右肩下がりになっていた。しかし、2005年のクラシックにて産駒のシーザリオやインティライミが活躍したため、種付け頭数は2004年の105頭から、2005年は倍以上となる234頭まで上昇。ビワハイジは、2003年、2004年と2年連続でアグネスタキオンと交配していたが、スペシャルウィーク産駒の活躍を経て、2005年は交配相手がスペシャルウィークに切り替わった。

### 幼駒時代

サンデーレーシングの勝負服

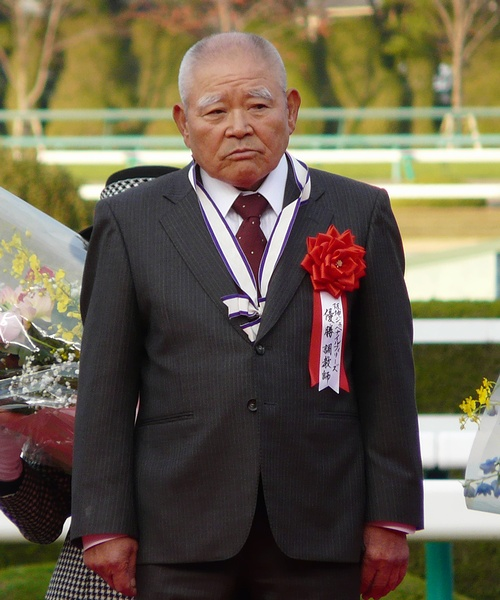
松田博資

2006年3月14日、ノーザンファームにて6番仔、黒鹿毛の牝馬（後のブエナビスタ）が生産される。血統名を「ビワハイジの06」といわれた。クラブ法人のサンデーレーシングが所有し、愛馬会法人サンデーサラブレッドクラブにて、総額4000万円（1口100万円）で会員募集が行われた。ノーザンファームの中尾義信は「牧場としては誕生したときから、一枚も二枚も上の期待をかけていました」松橋亘は「オークスを勝てる馬だよ」と証言するなど、牧場や育成場での評判も高かった。スペイン語で「素晴らしい景色、絶景」を意味する「ブエナビスタ」という競走馬名を附された後、2歳秋に栗東トレーニングセンターの松田博資厩舎に入厩した。
入厩直後のブエナビスタは左脚の球節に不安があったが、長期休養には至らなかった。当時、2歳上の兄であるアドマイヤオーラ（父:アグネスタキオン）が松田の管理により、京都記念（GII）、弥生賞（GII）など勝利していた。しかし、松田はブエナビスタのデビュー前の調教を見て、兄以上の能力があると考えるようになっていた。デビューに先立って行われた直前の最終追い切りでは、菊花賞出走予定だったダイシンプランを「子ども扱い（岡本光男）」にするほどの動きを見せた。

## 競走馬時代

### 2歳（2008年）
2008年10月26日、京都競馬場の新馬戦（芝1800メートル）に安藤勝己が騎乗し、1番人気に支持されてデビュー。スタートで出遅れ、後方から直線で追い上げる形となった。スローペースとなり後方不利の展開だったが、末脚を見せると先行したアンライバルドに約2馬身まで迫る3着。安藤は「スタートしてしばらくモタモタしていました。まだ気持ちが乗っていません」や「あそこからでも届くと思っていた...」と回顧している。勝利したアンライバルドは、翌年の皐月賞を優勝。4着のスリーロールスは、翌年の菊花賞を勝利した。他にも2着のリーチザクラウン、5着のエーシンビートロンも後に重賞（サマーチャンピオン）を勝利することとなる。
続いて11月15日、京都競馬場の未勝利戦（芝1600メートル）では再び1番人気で出走。後方待機から、直線外からかわして先頭に立ち、安藤が追うことないまま、後方に3馬身差をつけて初勝利となった。安藤は「（前略）まだ沈むほどの脚を使っていませんし、楽しみですよ」と回顧している。

#### 阪神ジュベナイルフィリーズ
初勝利後の状態は、担当獣医師によればレースの反動や、球節炎の発症により、続戦できるかどうかの瀬戸際であった。そこで松田は、サンデーレーシングと協議した上で、阪神ジュベナイルフィリーズ（JpnI）出走を計画し、出馬登録を敢行。同じく登録した馬は出走可能頭数18頭を大きく超える32頭であり、賞金順で出走が確定した12頭を除いて、残り6頭は抽選となった。収得賞金400万円のブエナビスタは、賞金順13位タイであり、同賞金に17頭いたため、17分の6が出走可能となる抽選を実施。ブエナビスタは当選し、出走が決定した。複数回勝利した馬を上回る1番人気、単勝オッズ2.2倍の評価であった。
スタートで後手を踏んで最後方から進み、直線では、大外に持ち出して追い上げた。残り200メートルですべて差し切り先頭に立つと、残り100メートル付近からは安藤は勝利を確信し、それ以上促さなかった。後方に2馬身半差をつけて入線、GI級競走制覇を果たした。母ビワハイジも前身の阪神3歳牝馬ステークスを制していることから、母仔制覇を達成。初勝利から2連勝を果たしたのは、牝馬限定戦となって以降初めてであった。
レース後のインタビューでは安藤は「（前略）大外をゆっくり回ってきても直線だけで十分これると思っていたよ。」と振り返り、課題としては「最後は遊んでいましたね。先頭に立つと気を抜く所があったので、それだけはステッキを使いました。まだまだ伸び代があると思いますよ」とも話している。松田に対しては、インタビュアーが2006年優勝のウオッカ以来の逸材と考え、翌年の東京優駿（日本ダービー）に出走する予定があるかと問う場面もあった。その問いを松田は否定、牝馬クラシック路線を進むことを表明した。「距離は長いところを使っていきたいと思います。1600メートルより2400メートルの方がいいでしょう。馬もその方が楽だと思いますよ」とも話している。
年末のJRA賞表彰では、記者300人の投票で299票を集め、JRA賞最優秀2歳牝馬に選出。日本中央競馬会（JRA）と地方競馬全国協会（NAR）のハンデキャッパーが格付けするJPNサラブレッドランキングでは、牝馬首位の「110」が与えられた。これは、前年首位のトールポピーと前々年首位のウオッカ「108」を上回り、過去10年では1999年のヤマカツスズランと並ぶ最高タイの評価であった。

### 3歳（2009年）

#### 牝馬二冠
3月7日のチューリップ賞（JpnIII）から始動。単勝オッズ1.1倍の1番人気に推され、単勝支持率72.3パーセントはチューリップ賞史上最高であった。直前の雨により、馬場の内側で先行有利なコンディション下での出走となった。スタートから最後方待機となり、第3コーナーから追い上げて7.8番手で直線コースへ進入、外から位置を上げた。馬場の内側でサクラミモザが粘っており、残り200メートル地点で3馬身リードを許していた。しかし、安藤が追い始めた途端に差を縮め、もれなく差し切り、サクラミモザに1馬身4分の1差をつけて先頭で入線。3連勝とした。安藤は「並んで交わすときの脚はよかったけど、サクラミモザが粘っていたので今日は一瞬ヒヤッとしましたよ。前残りの競馬が続いていましたから、今日は早めに動いたけど、いろんな競馬を試してみたかったのでよかったと思います。」と振り返っている。

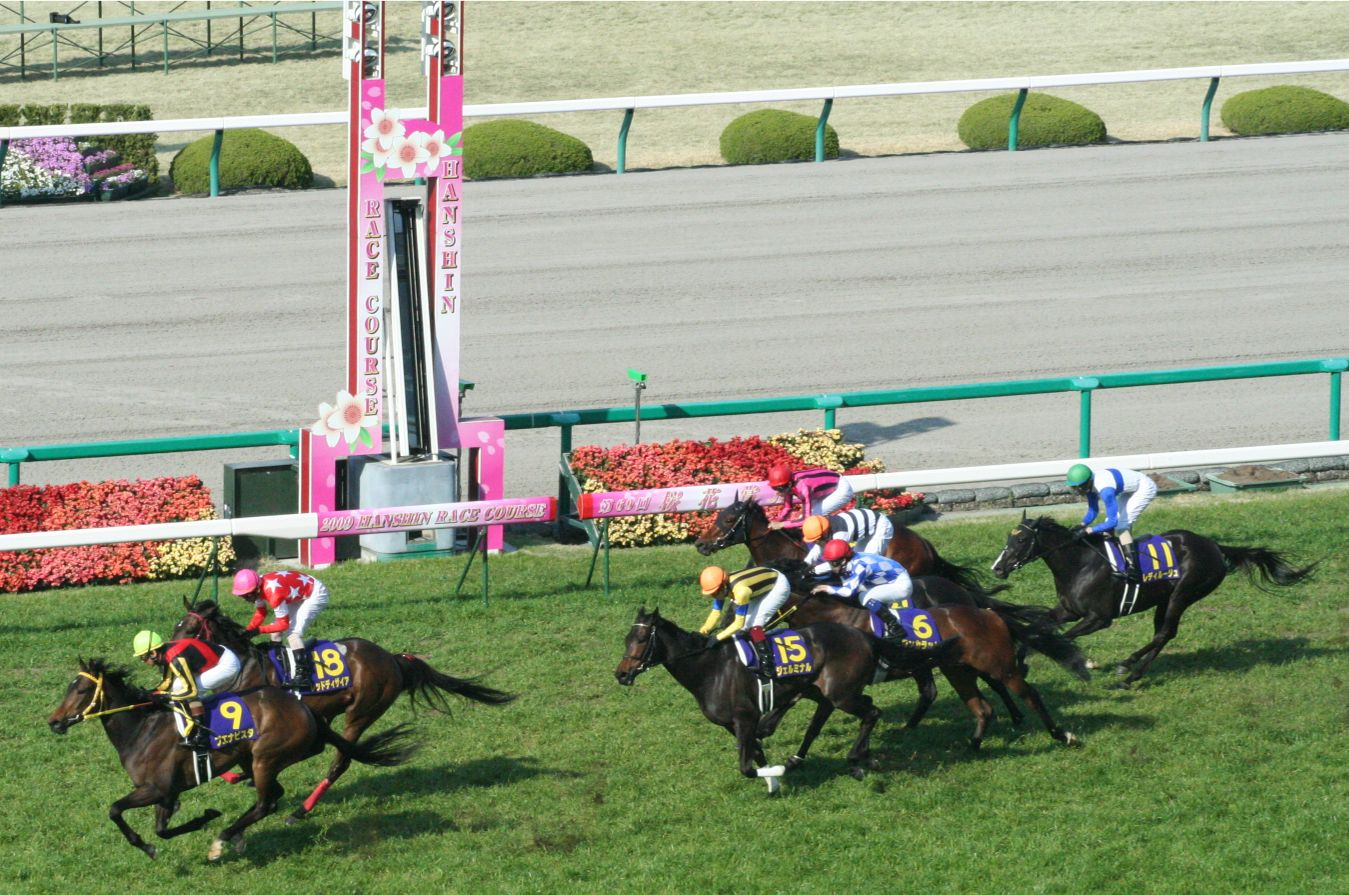
第69回桜花賞（9番、黄帽）

4月12日の桜花賞（JpnI）に参戦するために、阪神競馬場に入厩。割り当てられた馬房が馬運車の多く通る道に面しており、当日は珍しく機嫌が良くなく、暴れる姿を見せていた。しかし、厩務員が終日帯同したことで、落ち着きを取り戻したという。単勝オッズ1.2倍の1番人気、支持率は67.5パーセントに上り、フルゲート18頭となった1987年以降の桜花賞では最高となった。スタートから後方2番手に位置し、最終コーナーは大外に持ち出し、16番手で直線に進入。コーナー入り口で先頭まで10馬身以上あった差を追い上げた。最終コーナー12番手のレッドディザイアが残り100メートルが抜け出していたが、ブエナビスタが末脚を発揮して差を縮めた。レッドディザイアを外からかわし、半馬身差をつけて決勝線を通過。4連勝でGI級競走2勝目を果たした。安藤は桜花賞3勝目となり、49歳0か月16日でのクラシック優勝は最年長記録を69年振りに更新した。安藤は、こう回顧している。

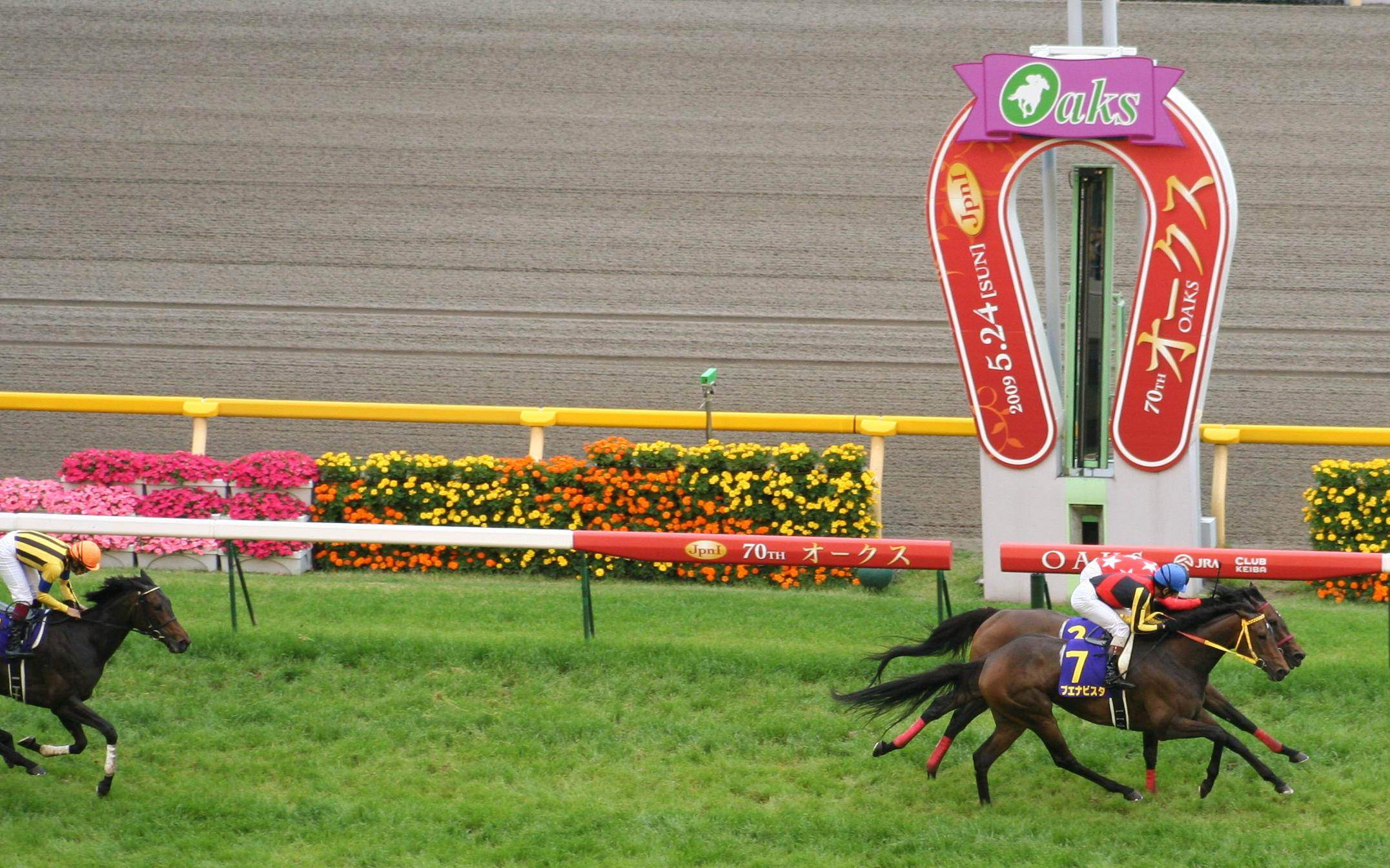
第70回優駿牝馬（7番、青帽）

5月24日、優駿牝馬（オークス）（JpnI）に出走。単勝オッズ1.4倍の1番人気、支持率57.9パーセントは優駿牝馬歴代5位の数値であった。スタートから後方待機となり、最終コーナーを後方から2番手で通過した。直線コースでは大外に持ち出したが、安藤が内側に誘導する場面も見られた。再び残り400メートルで大外に移り、追い上げを開始。内側で抜け出したレッドディザイアとは、残り300メートル地点で5馬身以上の差があったが、末脚を発揮して迫り、並びかけたところで、決勝線を通過。写真判定を経て、ブエナビスタのハナ差先着が認められた。5連勝でGI級競走3勝目となった。また、桜花賞と優駿牝馬の両方を制する牝馬クラシック二冠は、2003年の牝馬三冠馬スティルインラブ以来6年ぶり11度目。さらにJRA賞最優秀2歳牝馬を獲得した馬の牝馬クラシック二冠は、1986年の牝馬三冠馬メジロラモーヌ以来23年ぶり5度目のことであった。安藤はこう振り返っている。
優駿牝馬が行われた東京競馬場第3回開催では、直線コースの内側に位置取った馬が有利な傾向にあった。安藤もその傾向に則り、内側から抜け出そうと計画。実際のレースでは安藤が一時内側につけており、急遽方針を転換し大外からの追い上げを選択した。大外に移る決断をするまでに、温存していた末脚を使う残り距離が短くなっており、レース後、安藤は「ミスったと思ったね」と証言している。

#### 凱旋門賞挑戦表明、断念
凱旋門賞挑戦については、阪神ジュベナイルフィリーズ優勝後に、松田と吉田によって検討を開始した。そして、桜花賞と優駿牝馬を両方優勝した場合に、10月4日の凱旋門賞に挑戦しようと密に考えられていた。桜花賞優勝後には約65万円の登録料を支払い、凱旋門賞の第一次登録を実施。それから、優駿牝馬を制して条件を達成したため、凱旋門賞を参戦を改めて表明。札幌記念（GII）を前哨戦として、その後は日本国内で調整し、レース約2週間前の9月20日にフランスへ向かうという計画を立てた。フランスでは、帯同馬を設けず、ミリアン・ボラックバデル調教師の元に滞在することまで決定した。秋山響によれば、直前まで日本で調整可能であり、かつ出走間隔が短く済むことから「これまでの日本馬の遠征パターンに当てはまらない、新しいパターン」であったという。
優駿牝馬優勝後、馬体の充実を求めてノーザンファームで放牧。帯同馬なしの遠征を見据えて普段から独りで調整されるなど、工夫されながら調整が続けられ、8月2日、札幌競馬場に入厩。ダートコースで仕上げられた後、8月23日の札幌記念に参戦した。当日の札幌競馬場の入場者数は前年比15.1パーセント増加、レース自体の売上も前年比33.2パーセント増加するなど例年以上の注目が集まり、ブエナビスタは単勝オッズ1.5倍、1番人気の評価で出走した。スタートの出が良く、一時中団につけたが位置を下げ、後方待機を選択。第3コーナーから再び位置を上げにかかり、大外8番手から直線に入った。追い上げたが、内側の好位から先に抜け出していたヤマニンキングリーにクビ差届かず、2着となった。
レース1時間後、松田はオーナーとの話し合いの末、凱旋門賞を回避すると同時に、牝馬三冠目指して秋華賞に出走することを発表した。突然の発表に報道陣からは驚きの声が上がったという。松田は「オーナーと、勝ったらと話していて、負けましたからね。フランスには行きません。クラブの会員さんがいるので早めに決めて言っておかないとね。惜しかったけれど、“勝ちに等しい”ではダメです。勝ったらという条件でした。レースはいくらでもあるし。今日454キロで桜花賞と同じ、これでは輸送で減ってしまうだろう。（後略）」と話している。
その後は、ノーザンファームに戻り調整された。敗因追及のために牧場で馬体を検査したところ、右前脚に蟻洞の発症が確認された。早期発見だったために症状が軽く、患部を除去して大事には至らず、休むことなく調教を消化した。

#### 牝馬三冠ならず、惜敗続ける
10月18日の秋華賞（GI）に出走、単勝オッズ1.8倍の1番人気の評価となった。好スタートから中団の内側に位置し、直線では好位から抜け出したレッドディザイアを外から追い上げを開始した。2頭並んだまま競り合い、そのまま決勝線を通過。写真判定の結果、レッドディザイアの先着が認められ、ブエナビスタは7センチ差の2位入線となった。またブエナビスタは、最終コーナーで馬場の外側に持ち出す際の斜行が、その後方にいたブロードストリートの走行妨害をしたと認定。3位入線のブロードストリートと順序を入れ替える降着処分が下され、3着となった。写真判定及び審議後の確定までレース後17分を要した。

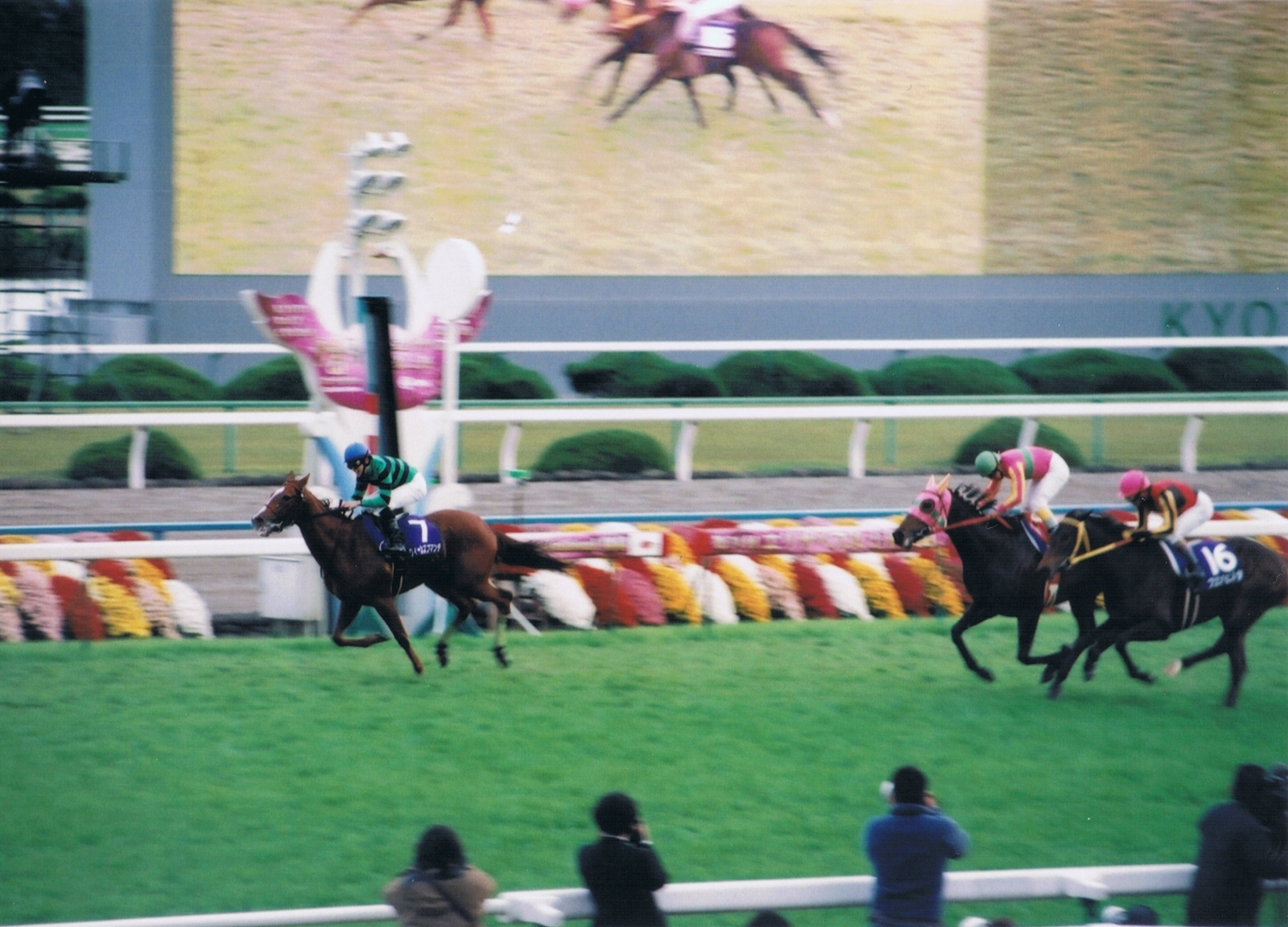
エリザベス女王杯（16番、桃帽）

続いて、エリザベス女王杯（GI）に単勝オッズ1.6倍の1番人気で出走。11番人気クィーンスプマンテと12番人気テイエムプリキュアが後方との差を広げ、15番手にいたブエナビスタと安藤が、後続から視認することができないと証言するほどの大逃げを展開した。ブエナビスタは直線まで3番手となり、約20馬身前で逃げる2頭を追いかけたが、1着クィーンスプマンテに1馬身半とクビ差、2着テイエムプリキュアにクビ差届かず、3着に敗れた。
 
ファン投票にて、ウオッカに次ぐ2位の約10万票を集め、12月27日の有馬記念（GI）に出走。1位のウオッカが出走停止処分中のため、出走メンバー中最上位の投票数となり、単勝オッズ3.4倍の1番人気に推された。陣営は、秋のGI連敗を考慮して主戦の安藤を降板させ、横山典弘に乗り替わった。スタートから6番手の好位に位置。最終コーナーから直線にかけて、マツリダゴッホをかわして先頭に立ったが、終始ブエナビスタを背後でマークしていた2番人気ドリームジャーニーに、外から差し切られ、半馬身後れる2着となった。（レースに関する詳細は、第54回有馬記念を参照。）
年末のJRA賞表彰では、記者287人の投票で286票を集め、JRA賞最優秀3歳牝馬に選出。JPNサラブレッドランキングでは、牝馬首位の「117」が与えられた。これは、2007年に東京優駿（日本ダービー）を制したウオッカと並ぶ評価であった。

### 4歳（2010年）

#### ドバイ遠征
1月6日に宮城県山元町の山元トレーニングセンターに移動し、短期放牧、再調整となった。春はドバイワールドカップミーティング参戦を決定し、ドバイデューティーフリー、ドバイシーマクラシック、ドバイワールドカップの3競走に予備登録を実施。このうちドバイシーマクラシックの出走招待状が届いた。

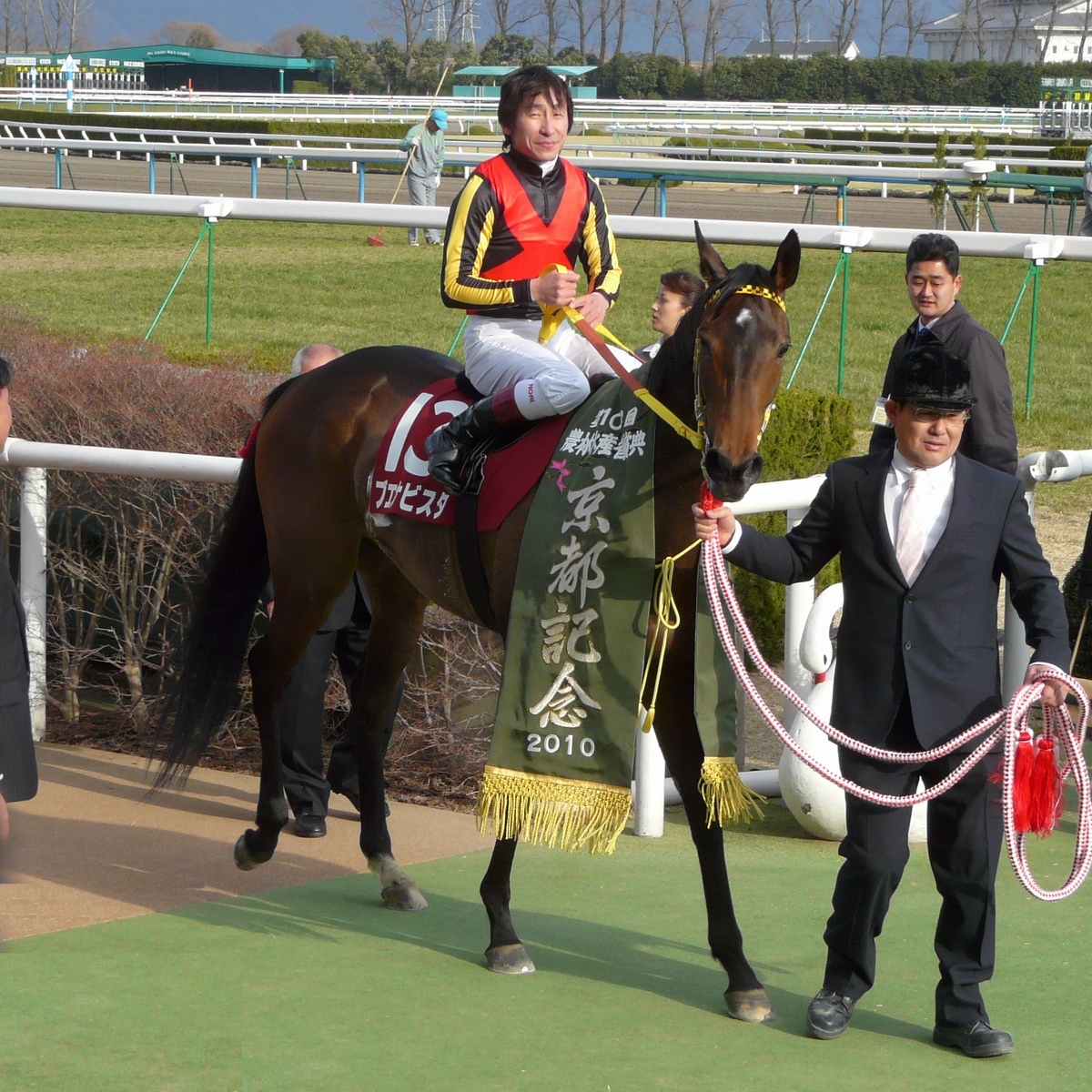
京都記念

2月20日の京都記念（GII）を始動戦に選択、継続して横山が騎乗した。松田は、ドバイ遠征を「あくまで京都記念の内容次第」と考えていた。有馬記念を制したドリームジャーニーも同じく始動戦としたが、ブエナビスタが1番人気、単勝オッズ1.5倍の評価であった。スローペースの中、好位につけ直線に入り、外から追い上げるジャガーメイルやドリームジャーニーを退け、優駿牝馬以来9か月ぶりの勝利となった。牝馬の優勝は1995年ワコーチカコ以来15年ぶりであり、兄アドマイヤオーラに続いて兄妹制覇を達成した。
レース後、松田と吉田はドバイシーマクラシック出走を正式に表明、招待を受諾した。クリストフ・スミヨンに騎乗依頼を行ったが、先約により断られ、オリビエ・ペリエが騎乗することが決定した。同日開催のドバイゴールデンシャヒーンに参戦するローレルゲレイロ、ゴドルフィンマイルに参戦するグロリアスノアとともに出国、シンガポール経由でドバイに渡った。
3月27日、ドバイシーマクラシック（G1）に出走。後方待機から直線にて馬群の間から追い上げたが、残り400メートルにて、前にいるダーレミなどに進路を塞がれ、しばらく抜け出すことができずに減速。残り100メートル付近で生まれた隙を突いて、追い上げたもののダーレミに4分の3馬身差及ばず、2着に敗れた。

#### 帰国後の春

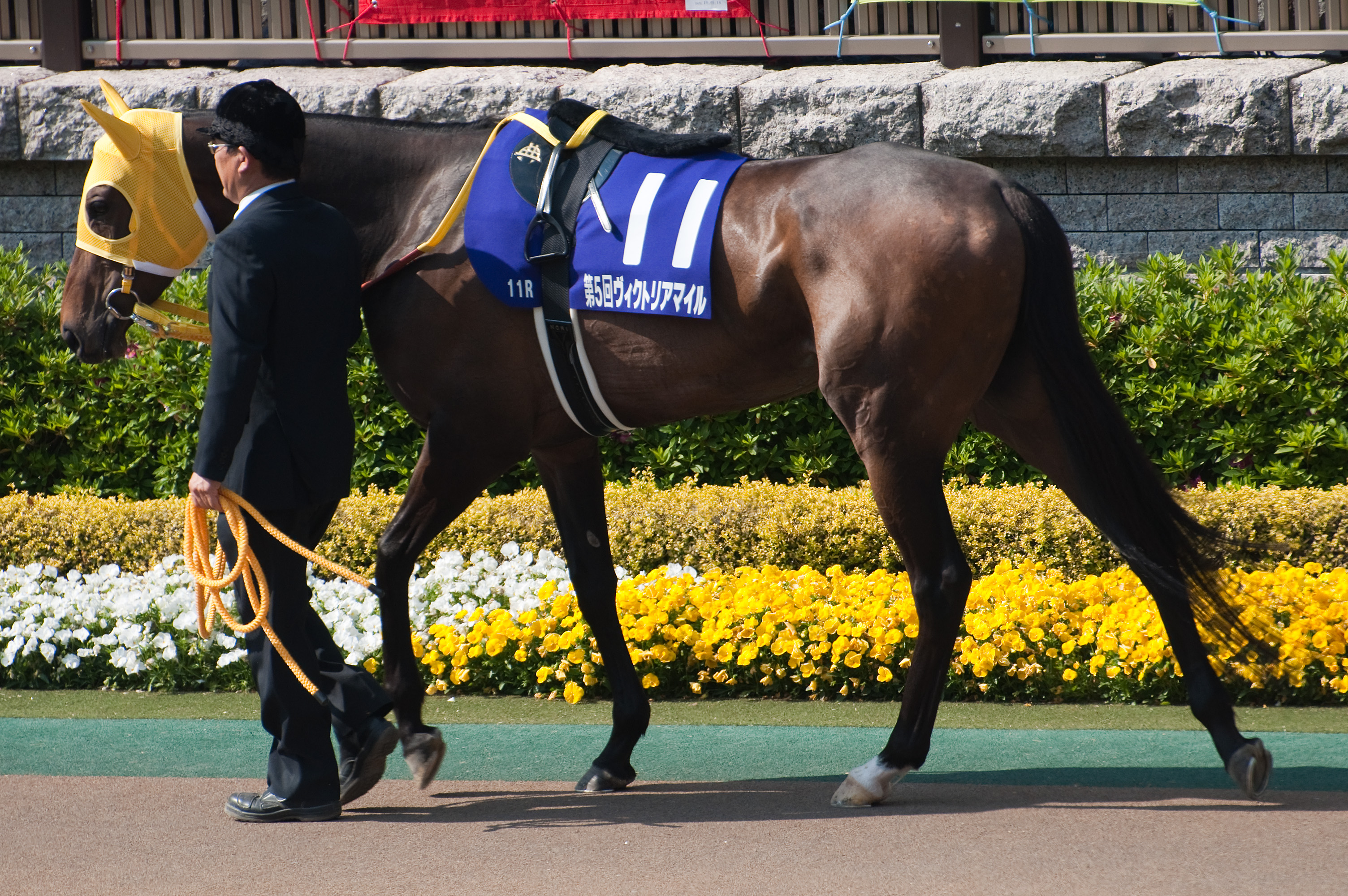
ヴィクトリアマイル

帰国後は、三木ホースランドパークで検疫を受け、山元トレーニングセンターで調整された。4月29日、栗東トレーニングセンターに帰厩、5月16日、ヴィクトリアマイル（GI）に出走、横山に再び乗り替わった。レッドディザイアも出走し秋華賞以来の対決に注目が集まったが、ブエナビスタが単勝オッズ1.5倍の1番人気、レッドディザイアが5.7倍の2番人気に支持された。ブエナビスタの単勝支持率は55.3パーセントに上り、ヴィクトリアマイル史上最高の支持率を記録した。

スタートから後方となり、13番手に位置、先行有利の馬場傾向に倣いハイペースとなった。最後の直線では大外に持ち出し、レッドディザイアの外側から追い上げを開始。一時苦しくなり、外へ斜行する場面も見られたが、横山の手綱と左ムチによる修正され、末脚を発揮した。馬場の内側で先に抜け出していたヒカルアマランサスをクビ差捕えて先着、GI級競走4勝目となった。走破タイム1分32秒4は、ウオッカが記録したヴィクトリアマイルレコードタイ記録であった。横山はこう回顧している。
続いて、ファン投票で1位となる約9万2千票を集め、6月27日の宝塚記念（GI）に単勝オッズ2.4倍の1番人気で出走。好位に位置取り、直線にて馬場の内側から先行するアーネストリーとの競り合いを制して先頭となった。しかし、外から追い上げたナカヤマフェスタに半馬身差し切られて、2着に敗れた。

#### 天皇賞（秋）
ノーザンファームでの夏休みを挟んで、9月15日に帰厩。前哨戦を使わずに10月31日の天皇賞（秋）（GI）に参戦した。主戦の横山が9月26日に落馬し、頸椎損傷、頭蓋骨骨折の重傷で騎乗不能となったため、クリストフ・スミヨンに乗り替わった。平成22年台風14号の接近に伴う風雨により前日の土曜日開催は中止になっていたが、当日は曇天、稍重馬場での開催。単勝オッズは2.2倍の1番人気に支持された。
スタートから中団に位置した。直線では、残り300メートルで馬なりのまま抜け出し、差を広げた。後方の追い上げも見られず、スミヨンが手綱を緩めながら入線。自身初めて牡馬相手のGI勝利となり、GI級競走5勝目、4歳11月での5勝目は日本調教馬の牝馬としては史上最速、日本調教馬の牝馬としてはメジロドーベルに並ぶ史上2位のGI級勝利数となった。またスミヨンは、JRA-GI7度目の騎乗で初勝利となった。

#### ジャパンカップ
スミヨンが続投し、11月28日のジャパンカップ（GI）に出走、単勝オッズ1.9倍の1番人気に推された。後方待機から直線大外から末脚を見せ、内のヴィクトワールピサ、真ん中のローズキングダムをかわし、後方に1馬身4分の3差をつけて、先頭で入線した。審議ランプが灯り、ブエナビスタの勝利が確定してはいなかった。しかし、スミヨンは勝利を確信し、スタンド前では「ウイニングラン」、検量室前の枠場ではフライングディスマウントを披露した。約30分に及ぶ審議により、ブエナビスタのローズキングダムに対する走行妨害が認定され、2着降着およびローズキングダムの繰り上がり優勝が確定した。
ローズキングダムは、ブエナビスタの内側で抜け出しを図り、残り300メートル付近ではブエナビスタとともに追い上げていた。しかし残り200メートル付近で、外を追い上げるブエナビスタが内に、内で抜け出していたヴィクトワールピサが外に斜行。斜行した2頭の中間に挟まれたローズキングダムは、進路を失った。ヴィクトワールピサはすぐに外から内に進路修正したものの、ブエナビスタは内への斜行が止まらず、ついにはローズキングダムの前にせり出してしまった。ローズキングダムは騎乗する武豊が体勢を崩すなど失速、ブエナビスタには1馬身4分の3遅れて2位入線していた。裁決委員によれば、降着処分の対象は、ヴィクトワールピサとブエナビスタの2頭が挟んだ行為ではなく、その後のブエナビスタ単独の斜行にあると結論付けている。日本中央競馬会はこのように発表した。
GI級競走での1位入線降着は、1991年の天皇賞（秋）（第104回天皇賞）、2006年のエリザベス女王杯（第31回エリザベス女王杯）に続いて3件目であり、秋華賞に続きGI級競走にて2度目の降着処分となるのは史上初めてであった。

#### 有馬記念
12月26日、有馬記念にスミヨンが続投し出走、単勝オッズ1.7倍の1番人気に推された。馬場の内側、後方に位置取り、直線では大外に持ち出して追い上げ始めた。好位のヴィクトワールピサが抜け出し先頭となり、残り200メートル地点ではブエナビスタに5馬身以上の差が存在した。しかし、ブエナビスタが末脚を見せて迫り、2頭が並び立ったところが決勝線であった。
スミヨンとヴィクトワールピサ騎乗のミルコ・デムーロは、共にどちらが先着したのか判断することができず、馬場退場後の検量室前ではどちらも1着馬用、2着馬用に枠場に収まらず、その他の場所で下馬した。写真判定には6分を要し、ヴィクトワールピサがハナ差、2センチ先着していたことが認められ、ブエナビスタは2着に敗れた。（レースに関する詳細は、第55回有馬記念を参照。）
年間でJRAの競走で獲得した賞金は5億2273万6000円に上り、日本調教馬の牝馬として年間最多獲得賞金記録を更新。また、この時点での通算獲得賞金は10億2191万3000円となり、JRA史上11頭目、牝馬としてはウオッカに続いて2頭目となる10億円越えを果たした。年末のJRA賞表彰では、記者285人の投票で211票を集め、牝馬では史上4頭目となるJRA賞年度代表馬に選出。さらに、満票でJRA賞最優秀4歳以上牝馬に選出された。JPNサラブレッドランキングでは、古牝馬首位の「121」が与えられ、日本調教馬の牝馬としては歴代最高の評価となった。

### 5歳（2011年）

#### ドバイ遠征 - 帰国後の春
有馬記念直後、ドバイワールドカップミーティングでの始動を宣言し、ドバイシーマクラシックおよびドバイワールドカップに予備登録を行った。このうち、ドバイワールドカップの出走招待状が届き、招待を受諾。同じく、ドバイワールドカップに出走するヴィクトワールピサ、トランセンド、そしてドバイシーマクラシックに出走するルーラーシップとともに、香港経由でドバイに渡った。前年の秋3戦に騎乗したスミヨンには先約があり、代わりにライアン・ムーアに乗り替わった。スタートから後方待機となり、直線で追い上げようとしていた。先行有利となるスローペースで展開したことや、進路確保に手間取ったこともあり、末脚を発揮できず8着、初めて着外となった。
帰国後、三木ホースランドパークで検疫を受け、滋賀県のノーザンファームしがらきで調整された。当初は宝塚記念から復帰する予定も存在したが、状態も良いことからヴィクトリアマイルに参戦することが決定、横山やスミヨンに代わって岩田康誠に乗り替わった。前年の牝馬三冠馬であるアパパネとの初顔合わせに大きな注目が集まり、ブエナビスタが単勝オッズ1.5倍の1番人気、アパパネは4.1倍の2番人気の評価であった。ブエナビスタは後方から中団のアパパネを目標に、その背後に位置した。直線ではアパパネが外から先行馬をかわし、残り100メートルでは、内で抜け出していたレディアルバローザを捉え、先頭となった。一方ブエナビスタは、アパパネのさらに後方、外側から追い上げ、決勝線寸前でアパパネと馬体を併せたが、クビ差届かず2着に敗れた。
ファン投票にて、1位となる約10万票を集め、宝塚記念に出走。岩田が続投し、2.8倍の1番人気に推された。中団から大外に持ち出し、先行から抜け出したアーネストリー目がけて追い込んだ。末脚を見せたが、1馬身半届かず2着敗退、JRA-GI4戦連続2着となった。その後は、ノーザンファームしがらきを経て、ノーザンファームで夏休みを過ごした。

#### 秋古馬三冠出走 - 引退
前哨戦を使わず、10月30日の天皇賞（秋）に出走、単勝オッズ2.8倍の1番人気に推された。内側の好位から抜け出しを図ったが、直線で一時進路を阻まれた。最も内側に活路を見いだし追い上げたが、勝利したトーセンジョーダンに1馬身4分の3ほど届かず、4着に敗退。JRAで初めて3着以内を外した。松田は「馬が少しポケーッとしていた。次は良くなると思う」と回顧している。
続いて、11月27日のジャパンカップに出走。単勝オッズ3.4倍の2番人気となり、デビュー以来初めて1番人気以下となった。代わって1番人気は3.3倍で、凱旋門賞優勝のドイツ調教馬デインドリームであった。好スタートから先行し、馬場の内側好位に位置。直線では外に持ち出して追い上げ、先に抜け出したトーセンジョーダンと並んで競り合った。ブエナビスタがクビ差先着し、決勝線を通過、前年のジャパンカップ以来の先頭での入線を果たした。

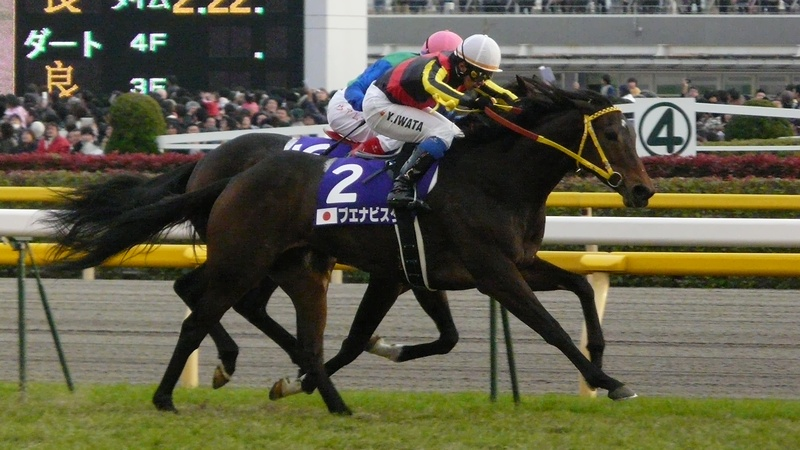
2011年ジャパンC（2番、白帽）

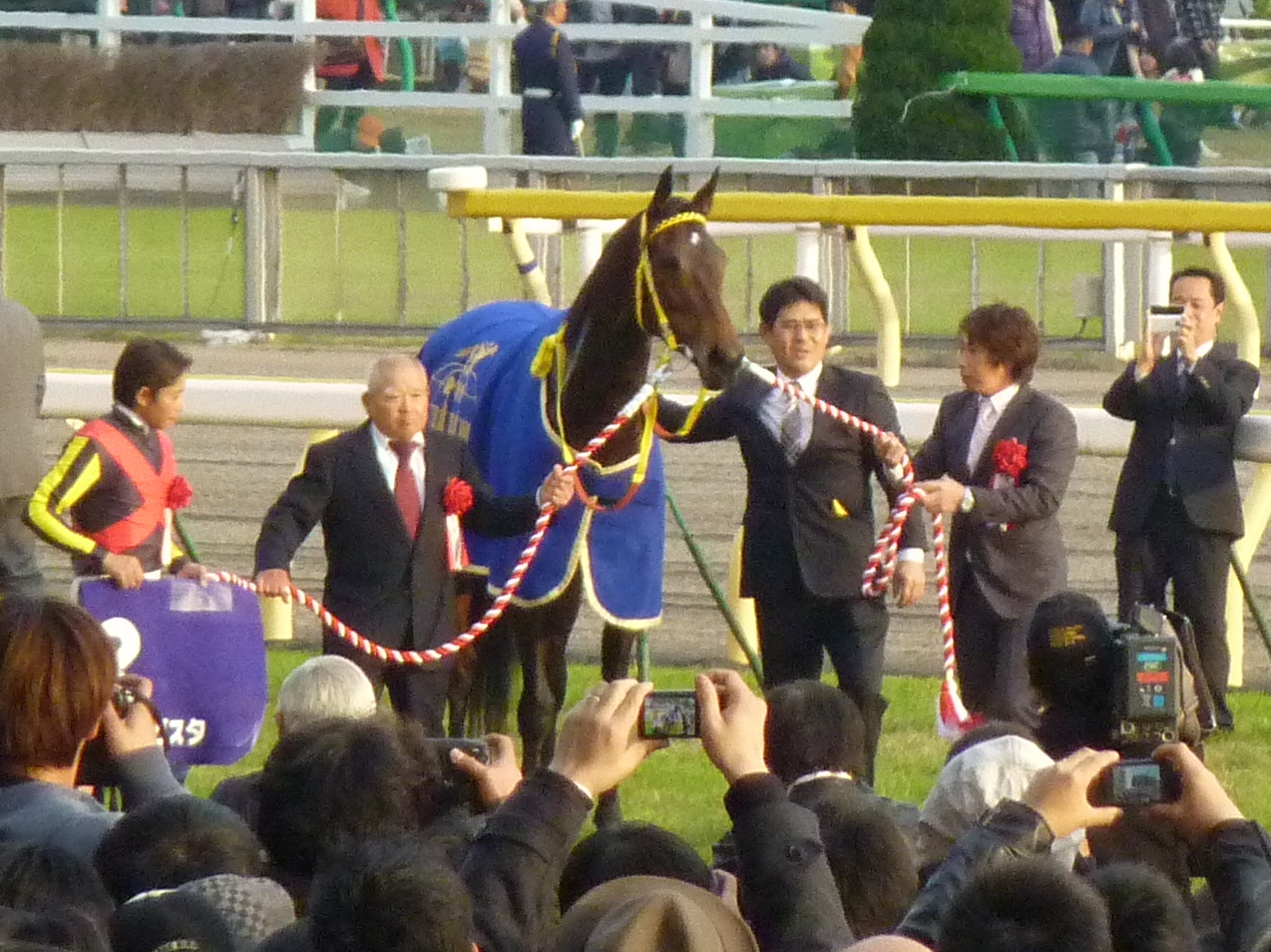
2011年ジャパンC表彰式

ジャパンカップ史上初となる2年連続先頭入線を果たし、ジャパンカップを優勝、GI級競走6勝目となった。ウイニングランを行うと「岩田コール」が発生、岩田は馬上で涙を流し、松田剛調教助手、山口慶次厩務員も同様に涙を流していた。直後に次走を有馬記念とし、引退レースとなることが発表された。
ファン投票にて1位となる約11万票を集め、有馬記念に出走。すべての出走メンバーが重賞優勝馬であり、9頭がGI優勝馬というメンバーが集まった。なかでも、クラシック三冠達成した直後のオルフェーヴルが単勝オッズ2.2倍の1番人気に推され、ブエナビスタは3.2倍の2番人気となった。最内枠からの発走で、好位3番手から直線コースに入ったが、伸びは見られず後退。7着に敗れ、日本で初めて掲示板を外した。松田は、内枠からの発走に敗因を求めている。最終レース終了後には、引退式が行われ、約6万人の観客の前で、ジャパンカップ制覇時のゼッケンを着用した姿を披露した。  

年末のJRA賞表彰では、記者285人の投票で277票を集め、JRA賞最優秀4歳以上牝馬に選出された。JPNサラブレッドランキングでは、古牝馬首位の「120」が与えられ、古牡馬を含め、アローワンスを考慮すると古馬では一番手評価となった。

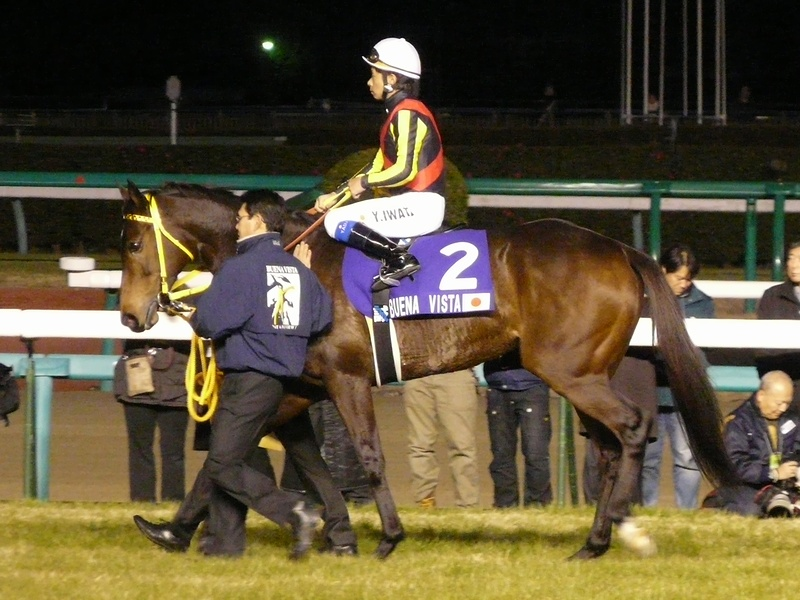
引退式

## 繁殖牝馬時代
2012年1月5日にJRAの競走馬登録を抹消し、北海道安平町のノーザンファームにて繁殖牝馬となった。馬房は母ビワハイジの隣に収まった。初年度はキングカメハメハと2012年2月17日に交配。1度目の交配確認で受胎が確認された。出産予定日は2013年1月17日とされていたが、受胎年の春に流産した。
そして翌年キングカメハメハと交配し、2014年2月3日、初仔の牝馬（後のコロナシオン）を出産した。初仔のコロナシオンは、新馬戦で勝利し『優馬』が星9（GIクラス）に格付けするほどであったが、その後は勝利を挙げられなかった。2番仔のソシアルクラブ（父:キングカメハメハ）は、新馬戦を制した後、12分の9が出走可能となる抽選を突破して阪神ジュベナイルフィリーズで出走し、産駒GI初出走を果たした。それから、4勝を挙げてオープンクラスに昇格した。

## 競走成績
以下の内容は、netkeiba.com、JBISサーチの情報に基づく。
| 競走日     | 競馬場   | 競走名           | 格     | 距離 （馬場） | 頭 数 | 枠 番 | 馬 番 | オッズ （人気） | 着順 | タイム （上り3F） | 着差           | 騎手        | 斤量 [kg] | 1着馬 （2着馬）        | 馬体重 [kg] | 備考        |
| ---------- | -------- | ---------------- | ------ | ------------- | ----- | ----- | ----- | --------------- | ---- | ----------------- | -------------- | ----------- | --------- | ---------------------- | ----------- | ----------- |
| 2008.10.26 | 京都     | 2歳新馬          |        | 芝1800m（良） | 11    | 4     | 4     | 02.3（1人）     | 3着  | 1:52.0 （33.5）   | -0.3           | 0安藤勝己   | 54        | アンライバルド         | 452         |             |
| 0000.11.15 | 京都     | 2歳未勝利        |        | 芝1600m（良） | 14    | 3     | 4     | 01.2（1人）     | 1着  | 1:34.9 （34.5）   | -0.5           | 0安藤勝己   | 54        | （ハッピーパレード）   | 450         |             |
| 0000.12.14 | 阪神     | 阪神JF           | JpnI   | 芝1600m（良） | 18    | 7     | 13    | 02.2（1人）     | 1着  | 1:35.2 （34.8）   | -0.4           | 0安藤勝己   | 54        | （ダノンベルベール）   | 450         |             |
| 2009.03.07 | 阪神     | チューリップ賞   | JpnIII | 芝1600m（良） | 13    | 4     | 5     | 01.1（1人）     | 1着  | 1:36.5 （34.7）   | -0.2           | 0安藤勝己   | 54        | （サクラミモザ）       | 450         |             |
| 0000.04.12 | 阪神     | 桜花賞           | JpnI   | 芝1600m（良） | 18    | 5     | 9     | 01.2（1人）     | 1着  | 1:34.0 （33.3）   | -0.1           | 0安藤勝己   | 55        | （レッドディザイア）   | 454         |             |
| 0000.05.24 | 東京     | 優駿牝馬         | JpnI   | 芝2400m（良） | 17    | 4     | 7     | 01.4（1人）     | 1着  | 2:26.1 （33.6）   | -0.0           | 0安藤勝己   | 55        | （レッドディザイア）   | 446         |             |
| 0000.08.23 | 札幌     | 札幌記念         | GII    | 芝2000m（良） | 16    | 6     | 11    | 01.5（1人）     | 2着  | 2:00.7 （35.1）   | -0.0           | 0安藤勝己   | 52        | ヤマニンキングリー     | 454         |             |
| 0000.10.18 | 京都     | 秋華賞           | GI     | 芝2000m（良） | 18    | 2     | 3     | 01.8（1人）     | 3着  | 1:58.2 （34.3）   | -0.0           | 0安藤勝己   | 55        | レッドディザイア       | 450         | [ 注釈 35 ] |
| 0000.11.15 | 京都     | エリザベス女王杯 | GI     | 芝2200m（良） | 18    | 8     | 16    | 01.6（1人）     | 3着  | 2:13.9 （32.9）   | -0.3           | 0安藤勝己   | 54        | クィーンスプマンテ     | 454         |             |
| 0000.12.27 | 中山     | 有馬記念         | GI     | 芝2500m（良） | 16    | 1     | 2     | 03.4（1人）     | 2着  | 2:30.1 （35.8）   | -0.1           | 0横山典弘   | 53        | ドリームジャーニー     | 446         |             |
| 2010.02.20 | 京都     | 京都記念         | GII    | 芝2200m（良） | 13    | 8     | 13    | 01.5（1人）     | 1着  | 2:14.4 （33.4）   | -0.1           | 0横山典弘   | 55        | （ジャガーメイル）     | 458         |             |
| 0000.03.27 | メイダン | ドバイSC         | G1     | 芝2410m（良） | 16    | -     | 10    | -               | 2着  | 計不              | 0（3/4馬身）   | 0O.ペリエ   | 55        | Dar Re Mi              | 計不        | [ 注釈 36 ] |
| 0000.05.16 | 東京     | ヴィクトリアM    | GI     | 芝1600m（良） | 18    | 6     | 11    | 01.5（1人）     | 1着  | 1:32.4 （33.5）   | -0.0           | 0横山典弘   | 55        | （ヒカルアマランサス） | 448         |             |
| 0000.06.27 | 阪神     | 宝塚記念         | GI     | 芝2200m（稍） | 17    | 4     | 8     | 02.4（1人）     | 2着  | 2:13.1 （36.3）   | -0.1           | 0横山典弘   | 56        | ナカヤマフェスタ       | 460         |             |
| 0000.10.31 | 東京     | 天皇賞（秋）     | GI     | 芝2000m（稍） | 18    | 1     | 2     | 02.2（1人）     | 1着  | 1:58.2 （34.1）   | -0.3           | 0C.スミヨン | 56        | （ペルーサ）           | 456         |             |
| 0000.11.28 | 東京     | ジャパンC        | GI     | 芝2400m（良） | 18    | 8     | 16    | 01.9（1人）     | 2着  | 2:24.9 （33.5）   | -0.3           | 0C.スミヨン | 55        | ローズキングダム       | 462         | [ 注釈 37 ] |
| 0000.12.26 | 中山     | 有馬記念         | GI     | 芝2500m（良） | 15    | 4     | 7     | 01.7（1人）     | 2着  | 2:32.6 （33.8）   | -0.0           | 0C.スミヨン | 55        | ヴィクトワールピサ     | 464         |             |
| 2011.03.26 | メイダン | ドバイWC         | G1     | A2000m（良）  | 14    | -     | 13    | -               | 8着  | 計不              | 0（3馬身 3/4） | 0R.ムーア   | 55        | Victoire Pisa          | 計不        |             |
| 0000.05.15 | 東京     | ヴィクトリアM    | GI     | 芝1600m（良） | 17    | 7     | 13    | 01.5（1人）     | 2着  | 1:31.9 （34.0）   | -0.0           | 0岩田康誠   | 55        | アパパネ               | 460         |             |
| 0000.06.26 | 阪神     | 宝塚記念         | GI     | 芝2200m（良） | 16    | 4     | 8     | 02.8（1人）     | 2着  | 2:10.3 （34.5）   | -0.2           | 0岩田康誠   | 56        | アーネストリー         | 472         |             |
| 0000.10.30 | 東京     | 天皇賞（秋）     | GI     | 芝2000m（良） | 18    | 3     | 5     | 02.8（1人）     | 4着  | 1:56.4 （34.7）   | -0.3           | 0岩田康誠   | 56        | トーセンジョーダン     | 462         |             |
| 0000.11.27 | 東京     | ジャパンC        | GI     | 芝2400m（良） | 16    | 1     | 2     | 03.4（2人）     | 1着  | 2:24.2 （33.9）   | -0.0           | 0岩田康誠   | 55        | （トーセンジョーダン） | 464         |             |
| 0000.12.25 | 中山     | 有馬記念         | GI     | 芝2500m（良） | 13    | 1     | 1     | 03.2（2人）     | 7着  | 2:36.5 （34.1）   | -0.5           | 0岩田康誠   | 55        | オルフェーヴル         | 470         |             |

### 記録
- JRA競走では、デビュー以来19戦連続1番人気となった[182]。これは、15戦連続のテイエムオペラオーを上回りJRA史上最多。1番人気での成績は、19戦8勝と勝率は半分にも満たなかった[183]。
- JRA-GI2着6回、JRA-GI連対12回は、史上最多[183]。
- 総獲得賞金14億7886万9700円は、引退時点でJRA歴代2位、牝馬歴代1位[184]。

| 引退時（2012年1月） | 引退時（2012年1月） | 位 | 2020年末           | 2020年末         |
| ------------------- | ------------------- | -- | ------------------ | ---------------- |
| テイエムオペラオー  | 18億3518万9000円    | 1  | アーモンドアイ     | 19億1526万3900円 |
| ブエナビスタ        | 14億7886万9700円    | 2  | キタサンブラック   | 18億7684万3000円 |
| ディープインパクト  | 14億5455万1000円    | 3  | テイエムオペラオー | 18億3518万9000円 |
| ウオッカ            | 13億3356万5800円    | 4  | ジェンティルドンナ | 17億2603万0400円 |
| アドマイヤムーン    | 11億8772万7000円    | 5  | オルフェーヴル     | 15億7621万3000円 |
| ヴァーミリアン      | 11億6860万7500円    | 6  | ブエナビスタ       | 14億7886万9700円 |

## 繁殖成績
|        | 生年   | 馬名                   | 性 | 毛色   | 父               | 厩舎           | 馬主                     | 戦績    | 供用           | 出典    |
| ------ | ------ | ---------------------- | -- | ------ | ---------------- | -------------- | ------------------------ | ------- | -------------- | ------- |
|        | 2013年 | 流産                   |    |        | キングカメハメハ |                |                          |         |                | [ 186 ] |
| 初仔   | 2014年 | コロナシオン           | 牝 | 鹿毛   | キングカメハメハ | 栗東・池添学   | （有）サンデーレーシング | 12戦1勝 | （繁殖牝馬）   | [ 176 ] |
| 2番仔  | 2015年 | ソシアルクラブ         | 牝 | 栗毛   | キングカメハメハ | 栗東・池添学   | （有）サンデーレーシング | 19戦4勝 | （繁殖牝馬）   | [ 187 ] |
| 3番仔  | 2016年 | タンタラス             | 牝 | 鹿毛   | キングカメハメハ | 栗東・池添学   | （有）サンデーレーシング | 21戦4勝 | （繁殖牝馬）   | [ 188 ] |
| 4番仔  | 2017年 | （ブエナビスタの2017） | 牡 | 黒鹿毛 | キングカメハメハ | 栗東・池添学   | （有）サンデーレーシング | -       | 未出走、乗馬   | [ 189 ] |
| 5番仔  | 2018年 | ブエナベントゥーラ     | 牡 | 栗毛   | モーリス         | 美浦・堀宣行   | （有）サンデーレーシング | 9戦1勝  | （引退）       | [ 190 ] |
| 6番仔  | 2019年 | ブエナエルドラード     | 牝 | 鹿毛   | ロードカナロア   | 美浦・国枝栄   | （有）サンデーレーシング | -       | （繁殖牝馬）   | [ 191 ] |
| 7番仔  | 2020年 | アルタビスタ           | 牝 | 鹿毛   | ロードカナロア   | 栗東・松永幹夫 | （有）サンデーレーシング | 14戦2勝 | 現役           | [ 192 ] |
|        | 2021年 | （不受胎）             |    |        | モーリス         |                |                          |         |                | [ 186 ] |
| 8番仔  | 2022年 | オブラマエストラ       | 牡 | 鹿毛   | レイデオロ       | 栗東・池添学   | （有）サンデーレーシング | 3戦0勝  | 現役           | [ 193 ] |
| 9番仔  | 2023年 | グランビスタ           | 牝 | 鹿毛   | ドレフォン       | 栗東・池添学   | （有）サンデーレーシング |         | （デビュー前） |         |
| 10番仔 | 2024年 | (ブエナビスタの2024)   | 牡 | 鹿毛   | ルーラーシップ   |                |                          |         |                | [ 194 ] |

- 2025年4月18日現在

## 評価

### 顕彰馬選考
| 年   | 得票 | 率    | 順位 | 結果 | 選出                          | 出典    |
| ---- | ---- | ----- | ---- | ---- | ----------------------------- | ------- |
| 2013 | 090  | 48.9% | 2位  | 落選 |                               | [ 195 ] |
| 2014 | 140  | 71.8% | 2位  | 落選 | エルコンドルパサー            | [ 196 ] |
| 2015 | 111  | 56.6% | 3位  | 落選 | オルフェーヴル                | [ 197 ] |
| 2016 | 113  | 57.1% | 3位  | 落選 | ジェンティルドンナ            | [ 198 ] |
| 2017 | 118  | 57.0% | 2位  | 落選 |                               | [ 199 ] |
| 2018 | 095  | 50.0% | 2位  | 落選 | ロードカナロア                | [ 200 ] |
| 2019 | 094  | 48.7% | 2位  | 落選 |                               | [ 201 ] |
| 2020 | 095  | 48.5% | 2位  | 落選 | キタサンブラック              | [ 202 ] |
| 2021 | 121  | 59.6% | 2位  | 落選 |                               | [ 203 ] |
| 2022 | 091  | 45.0% | 3位  | 落選 |                               | [ 204 ] |
| 2023 | 058  | 28.0% | 4位  | 落選 | アーモンドアイ                | [ 205 ] |
| 2024 | 045  | 25.6% | 4位  | 落選 | コントレイル キングカメハメハ | [ 206 ] |

- 選出には投票者数の「4分の3以上（75パーセント）」。
- 2018年まで元号表記、2019年から西暦表記。ここでは西暦に統一する。
- 2013年以前、記者1人当たり最大2頭。2014年以降、記者1人あたり最大4頭に投票できる。

### 投票による評価
- 『優駿』2010年3月号「大接戦のGI ベスト100」（評論家、ライター、編集者投票） - 第11位（2009年優駿牝馬）[注釈 38][208][207]
- 『優駿』2010年8月号「未来に語り継ぎたい不滅の名馬たち 100」（読者、評論家、ライター、編集者投票） - 第23位[209]
- 『優駿』2014年4月号「すごい桜花賞BEST10」（編集者投票） - 第6位（2009年桜花賞）[210]
- 『優駿』2015年3月号「未来に語り継ぎたい名馬 BEST 100」（読者、インターネット投票） - 第13位[211]
- 『優駿』2015年12月号「未来に語り継ぎたい名馬100頭のベストレース」（読者、インターネット投票）[212]
  - 【第13位ブエナビスタのベストレース】
    - 1位（38.8%） - 2011年ジャパンカップ
    - 2位（22.5%） - 2010年天皇賞（秋）
    - 3位（22.2%） - 2009年優駿牝馬
- 『優駿』2021年8月号「新世紀の名馬ベスト100」（読者、インターネット投票）- 第15位[213]

## エピソード
- 性格は「甘えん坊のさみしがり屋[214]」、好きな食べ物は青草である[214]。
- 厩舎に届くファンレターの中には、2年間不登校の娘が、牡馬相手に走るブエナビスタに感銘を受け登校するようになったという母親からの手紙があった[215]。さらに、その娘自身が差し出した手紙には、乗馬を始め、将来はブエナビスタのような馬の世話をしたいという報告もあり、松田はファンレターの中で最も感動したとしている[215]。

### スペシャルウィーク

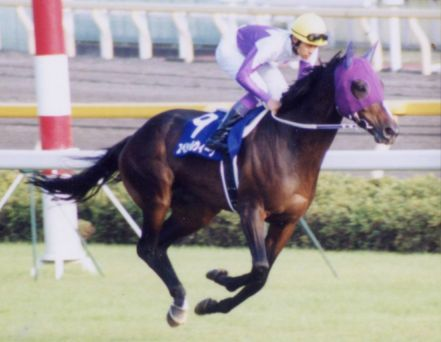
スペシャルウィーク

ブエナビスタは、スペシャルウィーク産駒としては、獲得賞金およびGI勝利数ともに最高であり、唯一古馬芝GIを制した。スペシャルウィークが1999年に制した天皇賞（秋）、ジャパンカップを、ブエナビスタも制して親仔同一GI優勝を果たしている。
天皇賞（秋）は、レース史上初の父娘制覇であり、「メジロアサマ（父）メジロティターン（息子）親仔」以来2組目の父仔制覇。ジャパンカップも同様に、レース史上初の父娘制覇であり、「シンボリルドルフ（父）トウカイテイオー（息子）」以来2組目の父仔制覇であった。また父娘は、共に単勝2番人気からの勝利であり、1番人気に推されたのは共に凱旋門賞優勝馬モンジュー（スペシャルウィーク）、デインドリーム（ブエナビスタ）であった。
2着に敗れた4歳秋の有馬記念では、ヴィクトワールピサに2センチ及ばなかった。2センチの決着は有馬記念史上最短決着記録であり、スペシャルウィークが、グラスワンダーに4センチ差で敗れた1999年の有馬記念（第44回有馬記念）を上回るものであった。
5歳春の宝塚記念では、スペシャルウィークの現役時代のライバルであるグラスワンダーの産駒、アーネストリーとの二世対決に注目が集まった。父親同士が対決した1999年の宝塚記念（第40回宝塚記念）では、先に抜け出したスペシャルウィークを、グラスワンダーが差し切り3馬身差をつけて勝利した。一方、二世同士では、立場が逆転し、先に抜け出したグラスワンダー産駒のアーネストリーを、スペシャルウィーク産駒のブエナビスタが追う展開となった。しかし、ブエナビスタの追撃は1馬身半及ばず、アーネストリーが父同様に宝塚記念勝利を果たした。

### "女ディープインパクト"

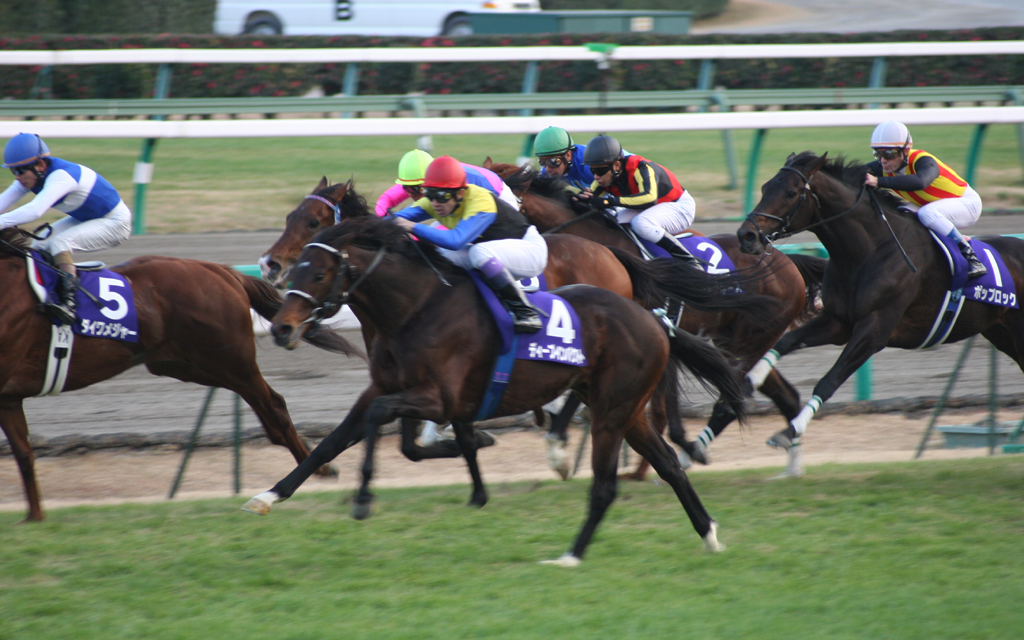
ディープインパクト

2歳から3歳夏にかけてのブエナビスタは、待機から最後の直線で末脚を発揮し、他のすべてをかわす追い込む戦法を用いて、春の牝馬クラシック二冠を達成。秋には、凱旋門賞制覇もしくは牝馬三冠達成が期待された。その末脚をスポーツニッポンは「空を飛ぶがごとく、すさまじい末脚」、有吉正徳は「爆発的な末脚」、日刊スポーツの高木一成は「圧倒的な瞬発力でごぼう抜きするパフォーマンス」と表し、またそれぞれ「女ディープインパクト」（スポーツニッポン）「牝馬版ディープインパクト」（有吉、高木）と形容。直近の三冠達成馬であり、同じ追い込み戦法を用いたディープインパクトになぞらえて表された。さらに、ブエナビスタは、ディープインパクトが3位入線失格処分となった凱旋門賞挑戦を明言していたことから、ディープインパクトとの比較が加速した。しかしその後のブエナビスタは、札幌記念で敗れて凱旋門賞挑戦を断念。さらには、牝馬三冠を逃している。

### ジョワドヴィーヴル

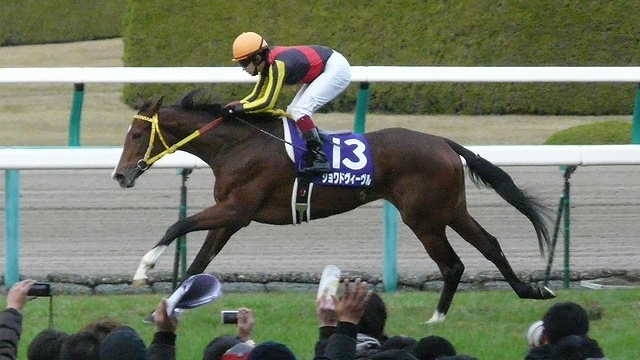
ジョワドヴィーヴル

ジョワドヴィーヴルは、ブエナビスタに3年遅れて誕生した妹で、父はディープインパクトである。ブエナビスタに騎乗したスミヨンが、フランス語で「生きる喜び」を意味する「ジョワドヴィーヴル」と命名した。ノーザンファーム生産、サンデーレーシング所有、松田厩舎、山口厩務員というブエナビスタと同様の体制で、2011年に競走馬デビューを果たした。新馬戦勝利した直後に、阪神ジュベナイルフィリーズに出馬登録し、15分の6が出走可能となる抽選をブエナビスタ同様に通過した。福永祐一が騎乗して勝利し、ビワハイジとの親仔制覇およびブエナビスタとの姉妹制覇を達成。さらに、グレード制導入以降初めてデビュー2戦目でのGI勝利を果たした。
2011年の年末表彰では、JRA賞最優秀2歳牝馬を受賞。同じくJRA賞最優秀4歳以上牝馬を受賞したブエナビスタとともに姉妹でJRA賞に輝き、2007年のダイワメジャー、ダイワスカーレット兄妹以来の同一年兄弟同時受賞であった。その後のジョワドヴィーヴルは、桜花賞敗退直後に骨折。4歳でレースに復帰するも開放骨折を発症し予後不良。安楽死処分となり、繁殖牝馬になることはできなかった。

### 山口慶次
厩務員の山口は、アドマイヤジャパン、アドマイヤオーラ、など兄に続き、ブエナビスタも担当した。ブエナビスタについて、普段は「人懐っこくてかわいい子」、第一印象は「かわいい」と証言している。山口は、ブエナビスタが日本で出走するすべてのレースでゲート裏まで付き添っており、最も印象に残るレースとしてジャパンカップを挙げている。降着となった1度目は、被害馬ローズキングダムの担当厩務員が山口の同級生であり、すれ違う際に二人で謝罪をしていた。2度目は、ターフビジョンに映るブエナビスタの走りを、小さく声を出して応援していた。先頭で入線して、引き揚げる際には「岩田君が泣いているのをみて、僕ももらい泣きしました」と証言している。

## 騎乗者

### 日下和博
ノーザンファームの日下は、牧場での調教に騎乗した。1歳時の騎乗馴致と、現役中は3歳から5歳の夏休みの調整を担当した。日下は、過去にディープインパクトやキングカメハメハに騎乗した経験を持っており、それらと比較するとブエナビスタの乗り味は「並みの馬」だったという。長所としては「利発さ、精神力、そして身体の強さ」を挙げており、日下の指示に従わなかったのは対面初日だけで、それ以降は従順であった。日下は5歳秋の有馬記念以前までに、ブエナビスタの出走する4戦を競馬場まで応援に行ったが、現地で勝利を見ることはできなかった。

### 横山典弘

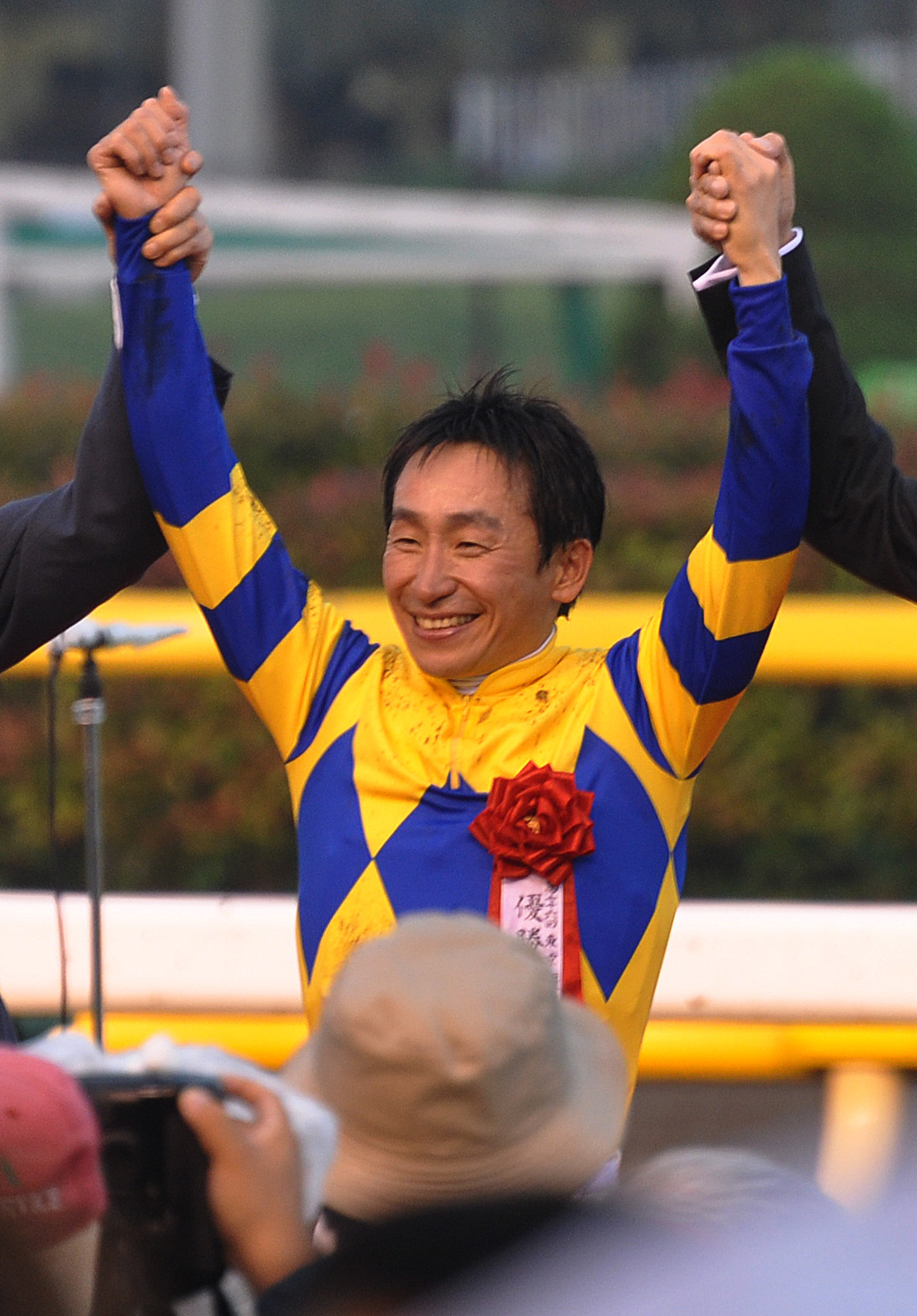
横山典弘

横山は、3歳12月の有馬記念から4歳6月の宝塚記念まで4戦に騎乗し、ヴィクトリアマイルおよび京都記念優勝に導いた。
テン乗りとなった有馬記念では、それまで後方からの追い込みではなく、初めて先行策を採用。4戦中3戦で先行、好位に位置取った。唯一後方待機策を採用したヴィクトリアマイルについては、「あそこのポジションくらいしかなかったというか、馬もあそこから行くんだという感じで（笑）、馬のリズムで行きました」と振り返っている。
降板のきっかけとなった2010年（ブエナビスタ3歳時）9月の落馬事故は、中心性頸髄損傷と頭蓋骨骨折を負い、程度によっては騎手復帰が難しいとされるほどの重傷となった。また、年内復帰は絶望という報道も見られた。全治3か月との診断を受けたが、約2週間ほどで退院。落馬から7週間後、11月13日に復帰している。

### オリビエ・ペリエ
ペリエは、4歳のドバイシーマクラシックに騎乗した。
当初クリストフ・スミヨンに騎乗依頼を行っていたが、先約（後述）のためペリエにお鉢が回った。設定された負担重量54.5キログラムは、ペリエの騎乗する機会が少ないため、参戦に向けドバイで厚着をするなど、減量に取り組んでいた。しかし、当日は減量に失敗し、設定を超過。負担重量を500グラム増やし、55キログラムで騎乗した。結果、4分の3馬身差の2着に敗れ、ジャーナリストの河村清明は「個人的に納得がいかないのは、レース後に知れた0.5キロの負担重量の超過だった。またしても、の思いは拭えず、白熱のゴール前に、僕自身、ペリエ騎手に水を差された気がしてならない。」と述べている。
ドバイシーマクラシック直後のブエナビスタについては、「彼女は、すごくタフな馬。このまま順調にいけば、凱旋門賞を狙えるでしょう」と評している。

### クリストフ・スミヨン

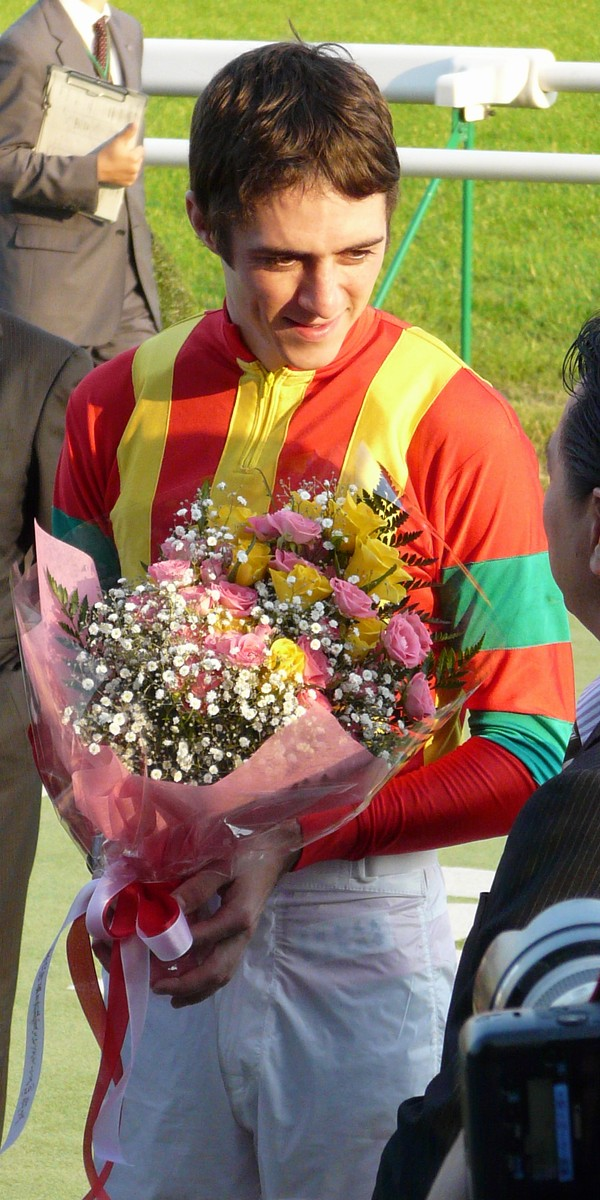
クリストフ・スミヨン

スミヨンは、横山離脱後の4歳秋3戦、天皇賞（秋）から有馬記念に騎乗し、天皇賞（秋）を勝利に導いた。
3戦目の有馬記念直前には「妻には申し訳ないけど、今はブエナビスタのことが一番だ」と発言している。また、ブエナビスタの妹ジョワドヴィーヴルの名付け親である。4歳春のドバイシーマクラシックでも騎乗依頼を受けていたが、騎乗契約のために辞退、代わりにペリエが騎乗している。また、5歳春のドバイワールドカップでは、ドバイミーティングの前哨戦であるマクトゥームチャレンジラウンド2を勝ったボールドシルヴァノに騎乗する先約があったため、ブエナビスタに騎乗することはできなかった。
4歳秋、ジャパンカップでの斜行は、「（前略）直線は内から来た馬（ヴィクトワールピサ）が隣の馬（ローズキングダム）に寄って、その隣の馬がこちらに来たので手前を替えてしまい、内にササルような感じになりました。ここは日本なので日本のルールに従います。次に向けて頑張りたい。それでもブエナビスタの力は証明できたと思います」と振り返っている。斜行により、スミヨンには、2週間の騎乗停止処分が下った。
翌5歳秋のジャパンカップは、岩田の騎乗により勝利に導びかれたが、スミヨンはサラリンクスに騎乗し13着に敗れていた。入線後、スミヨンはブエナビスタに駆け寄り、馬上からブエナビスタを撫で、勝利を称えていた。松田はレース直後の会見にて「スミヨンのことを思うと....。」と話した途端に涙を流し、以降言葉を続けることができなかった。
4歳秋の天皇賞（秋）優勝のブエナビスタについては「ベストホースインジャパン!ベリーストロング!」や、「ザルカヴァがボクのベストホースだけど、ブエナビスタもよく似ているよ。ジャパンカップや有馬記念を勝てば、それ以上になるかもしれないね」と評している。

### ライアン・ムーア

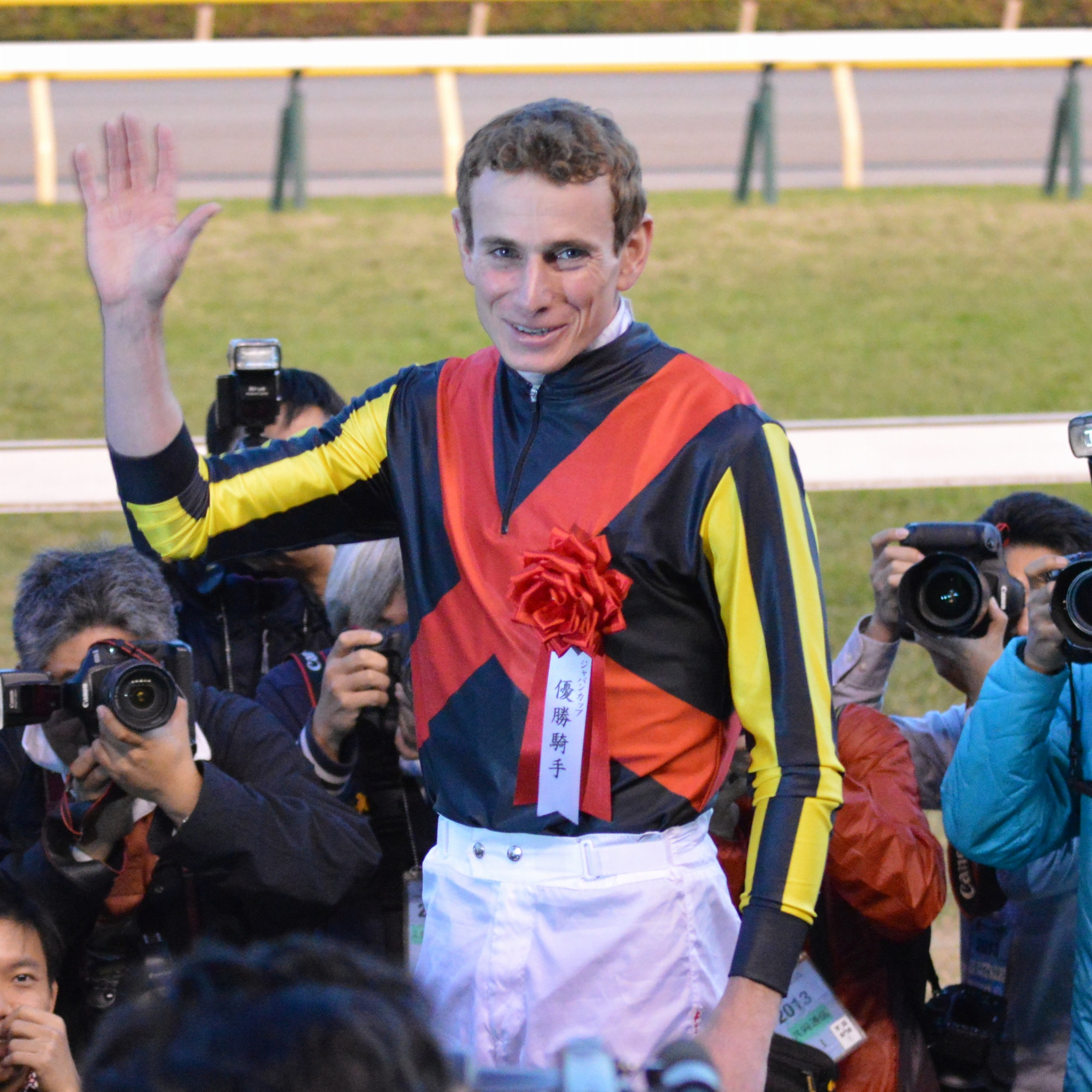
ライアン・ムーア

ムーアは、5歳春ドバイワールドカップに騎乗した。
当初スノーフェアリーに騎乗する予定だったが、スノーフェアリーがドバイシーマクラシックに回ったことで騎乗馬がいない状態となり、そこでブエナビスタの騎乗依頼を受けた。
出走直前には、自ら申し出て調教に騎乗し「（前略）強い相手でも勝つ能力があると確信したよ。今年のドバイワールドカップは世界中から一流の馬が来てるけど、少しの運に恵まれて不利なくレースができれば勝つだけの力がある」と証言した。加えて、ブエナビスタのVTRを繰り返し見て研究した後に出走したが、後方のまま伸びることなく8着に敗れた。
松田は後に「ブエナ（ビスタ）のときはVTRで研究しすぎて、じっとして動かなかったからね」とムーアの騎乗を振り返っている。

### 岩田康誠

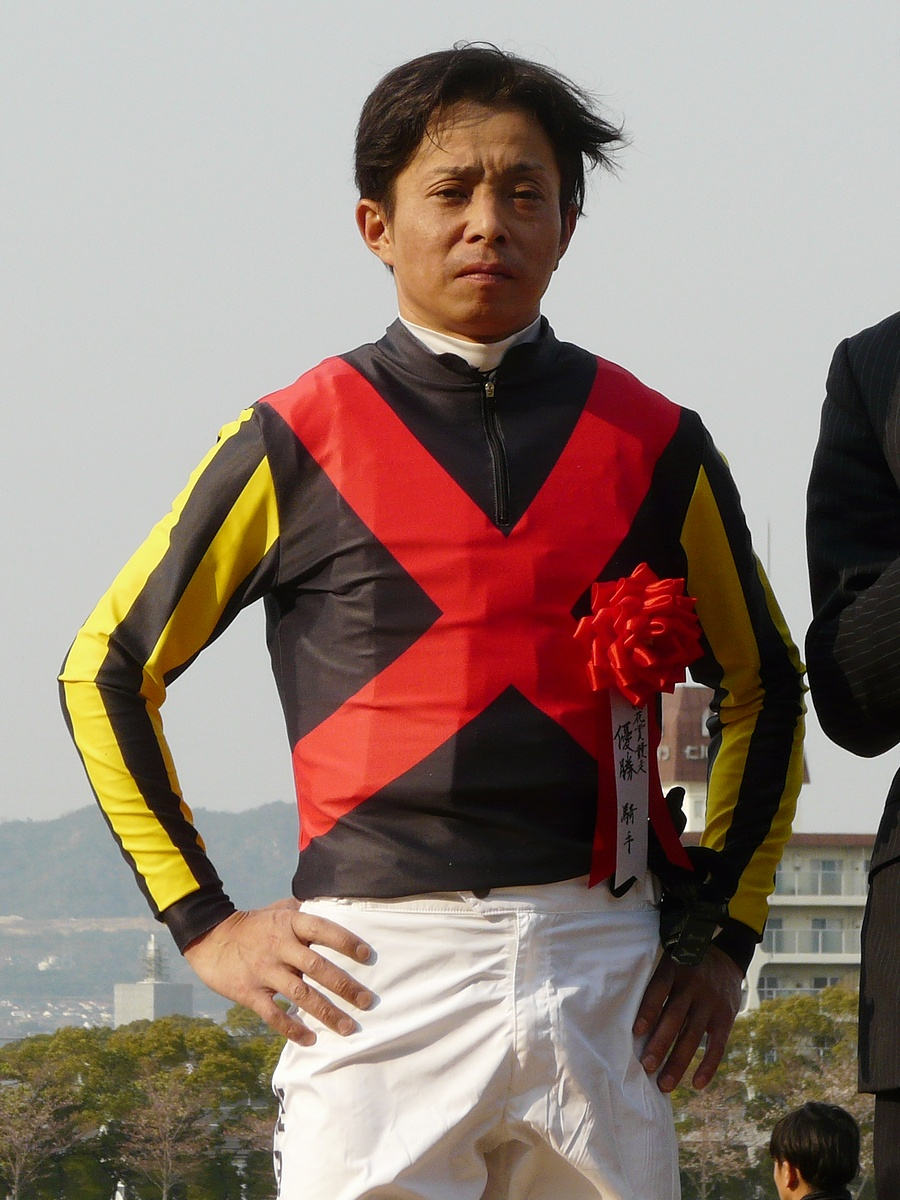
岩田康誠

岩田は、5歳春のヴィクトリアマイルから有馬記念までの5戦に騎乗し、ジャパンカップを勝利に導いた。
当初からブエナビスタ騎乗を熱望しており、騎乗が実現した後も「乗ってみたかった馬は?」という質問に、ブエナビスタを挙げていた。ブエナビスタの兄アドマイヤオーラに騎乗し、シンザン記念（JpnIII）勝利、東京優駿3着。妹サングレアルに騎乗し、フローラステークス（GII）を勝利している。ブエナビスタの主戦騎手就任に当たり、松田厩舎には岩田専用ロッカーを設けられ、厩舎スタッフとの連携を強めていた。
天皇賞（秋）では、ブエナビスタを国内初の4着以下としてしまった。岩田は、敗因を進路を確保できなかった自身にあるとして、騎乗ミスだったと振り返っている。続くジャパンカップでは、先頭で入線後して引き揚げる際に馬上で泣いたが、出迎える山口厩務員と松田剛調教助手の涙につられて泣いたと証言している。また、「やっとブエナビスタの本当の走りを見せられた。現役最強馬だということを証明できた」とレースを振り返っている。
有馬記念では、ブエナビスタの引退レースであるとともに、自身初めてとなるJRAリーディング獲得がかかっていた。2011年の岩田は、ブエナビスタのほかにアヴェンチュラに騎乗した秋華賞（GI）、サダムパテックに騎乗した弥生賞（GII）優勝など重賞6勝を含むJRA競走131勝を記録。同じく131勝の福永祐一と首位で並び、中央競馬開催最終日は共に中山競馬場で騎乗した。福永が第1競走で132勝目を挙げて単独首位となり、岩田は131勝のまま、最終騎乗の第10競走有馬記念を迎え、ブエナビスタに騎乗し7着敗退。福永に並ぶことなく、リーディング2位が確定した。なお福永は、直後の最終第11競走にて単勝7番人気を勝利に導き、133勝、岩田に2勝差をつけJRAリーディングを獲得している。
岩田は、ブエナビスタに騎乗する以前から「ブエナビスタ級」という言葉を用いている。ブエナビスタが引退した翌年、主戦騎手となったジェンティルドンナについて、このように表している。

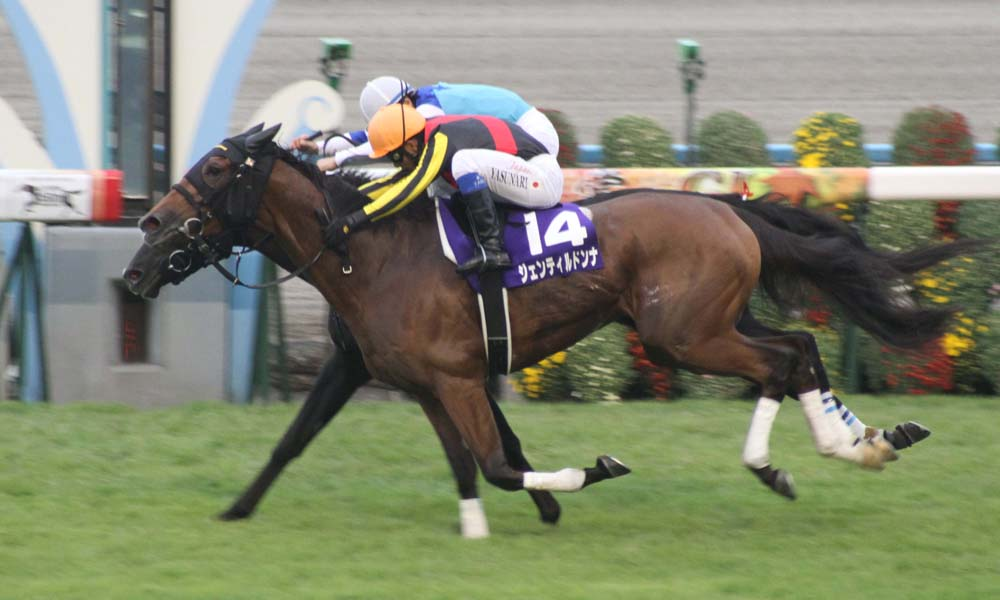
秋華賞を制し、牝馬三冠を果たしたジェンティルドンナ（14番、橙帽）

この発言の後、ジェンティルドンナは、岩田とともに牝馬三冠を達成し、ジャパンカップ優勝。さらに岩田とのコンビ解消後には、ジャパンカップ史上初の連覇や、ドバイシーマクラシック、有馬記念を優勝するなど、ブエナビスタを上回るGI7勝。さらにブエナビスタが保持していた牝馬の獲得賞金記録、レーティングを更新した。2016年に顕彰馬となっている。

## 血統
| ブエナビスタの血統                | ブエナビスタの血統                                   | ブエナビスタの血統                           | （血統表の出典）                             | （血統表の出典）  |
| 父系                              | サンデーサイレンス系                                 | サンデーサイレンス系                         | サンデーサイレンス系                         | [ § 2 ]           |
| 父 スペシャルウィーク 1995 黒鹿毛 | 父の父*サンデーサイレンス Sunday Silence 1986 青鹿毛 | Halo                                         | Hail to Reason                               | Hail to Reason    |
| 父 スペシャルウィーク 1995 黒鹿毛 | 父の父*サンデーサイレンス Sunday Silence 1986 青鹿毛 | Halo                                         | Cosmah                                       |                   |
| 父 スペシャルウィーク 1995 黒鹿毛 | 父の父*サンデーサイレンス Sunday Silence 1986 青鹿毛 | Wishing Well                                 | Understanding                                | Understanding     |
| 父 スペシャルウィーク 1995 黒鹿毛 | 父の父*サンデーサイレンス Sunday Silence 1986 青鹿毛 | Wishing Well                                 | Mountain Flower                              |                   |
| 父 スペシャルウィーク 1995 黒鹿毛 | 父の母キャンペンガール 1987 鹿毛                     | マルゼンスキー                               | Nijinsky                                     | Nijinsky          |
| 父 スペシャルウィーク 1995 黒鹿毛 | 父の母キャンペンガール 1987 鹿毛                     | マルゼンスキー                               | *シル                                        |                   |
| 父 スペシャルウィーク 1995 黒鹿毛 | 父の母キャンペンガール 1987 鹿毛                     | レディーシラオキ                             | *セントクレスピン                            | *セントクレスピン |
| 父 スペシャルウィーク 1995 黒鹿毛 | 父の母キャンペンガール 1987 鹿毛                     | レディーシラオキ                             | ミスアシヤガワ                               |                   |
| 母 ビワハイジ 1993 青鹿毛         | 母の父Caerleon 1980 鹿毛                             | Nijinsky                                     | Northern Dancer                              | Northern Dancer   |
| 母 ビワハイジ 1993 青鹿毛         | 母の父Caerleon 1980 鹿毛                             | Nijinsky                                     | Flaming Page                                 |                   |
| 母 ビワハイジ 1993 青鹿毛         | 母の父Caerleon 1980 鹿毛                             | Foreseer                                     | Round Table                                  | Round Table       |
| 母 ビワハイジ 1993 青鹿毛         | 母の父Caerleon 1980 鹿毛                             | Foreseer                                     | Regal Gleam                                  |                   |
| 母 ビワハイジ 1993 青鹿毛         | 母の母*アグサン Aghsan 1985 青毛                     | Lord Gayle                                   | Sir Gaylord                                  | Sir Gaylord       |
| 母 ビワハイジ 1993 青鹿毛         | 母の母*アグサン Aghsan 1985 青毛                     | Lord Gayle                                   | Sticky Case                                  |                   |
| 母 ビワハイジ 1993 青鹿毛         | 母の母*アグサン Aghsan 1985 青毛                     | Santa Luciana                                | Luciano                                      | Luciano           |
| 母 ビワハイジ 1993 青鹿毛         | 母の母*アグサン Aghsan 1985 青毛                     | Santa Luciana                                | Suleika                                      |                   |
| 母系(F-No.)                       | Suleika系(FN:16-c)                                   | Suleika系(FN:16-c)                           | Suleika系(FN:16-c)                           | [ § 3 ]           |
| 5代内の近親交配                   | Nijinsky 4×3、Hail to Reason 4×5、Turn-to5×5         | Nijinsky 4×3、Hail to Reason 4×5、Turn-to5×5 | Nijinsky 4×3、Hail to Reason 4×5、Turn-to5×5 | [ § 4 ]           |
| 出典                              | 1. 2. 3. 4.                                          | 1. 2. 3. 4.                                  | 1. 2. 3. 4.                                  | 1. 2. 3. 4.       |

- 母ビワハイジは阪神3歳牝馬ステークス優勝など重賞3勝。半兄にアドマイヤジャパン、アドマイヤオーラ、半弟にトーセンレーヴ、半妹にジョワドヴィーヴル、サングレアルがいる。
- 甥（サングレアル産駒）にメルキオルがいる。
- 半妹アーデルハイト（父アグネスタキオン）の孫にエンブロイダリーがいる。
- 3代母Santa Lucianaの孫にマンハッタンカフェ、エアスマップ、曾孫にアプリコットフィズ、クレスコグランドがいる。
- 6代母シュヴァルツゴルト（Schwarzgold）はドイチェスダービーを10馬身差で圧勝するなどの戦績を残したドイツの歴史的名牝で、その子孫はSラインと呼ばれる。本馬が属する4代母Suleikaの牝系はSラインの中でも特に活躍馬が多く出ており、スタイヴァザント（1976年ドイチェスダービー）、スリップアンカー（1985年ダービーステークス）、サロミナ（2012年ドイツオークス）など、ドイツのクラシック競走を中心に多数の大レース勝ち馬が輩出されている。Suleikaを介さない近親にはサガス、スタセリタ、ソウルスターリングなど。